# 24950 Nikhilas
24950 Nikhilas este un asteroid din centura principală de asteroizi.

## Descriere
24950 Nikhilas este un asteroid din centura principală de asteroizi. A fost descoperit pe 23 august 1997 la Observatorul Kleť de Zdeněk Moravec. Asteroidul prezintă o orbită caracterizată de o semiaxă mare de 2,87 ua, o excentricitate de 0,06 și o înclinație de 14,1° în raport cu ecliptica.